# هلگه اشنایدر
هلگه اشنایدر (آلمانی: Helge Schneider؛ زادهٔ ۳۰ اوت ۱۹۵۵) کمدین، نوازنده و موسیقی‌دان جاز، بازیگر، نویسنده و کارگردان فیلم و تئاتر اهل آلمان است. شیوه و روش کمدی او بسیار منحصربه‌فرد و به‌شدت آنارشیک است و نظیرهٔ طنزآمیز، اسلپ‌استیک، شوخی‌های فیزیکی، زبان نوزادگونه، شوخی‌های جنسی و زمخت، بازی با کلمات و شوخی با فرهنگ‌های دیگر را در بر می‌گیرد و پوچی دادا گونه‌ای دارد.

## زندگی‌نامۀ مختصر
هلگه اشنایدر در سال ۱۹۵۵ در منطقه اشتیروم شهر مولهایم آن در رور به دنیا آمد. پدرش، هاینریش اشنایدر، تکنسین مخابرات بود و مادرش، آنلیزه، کارمند اداره مالیات بود. پدرش بعدها به عنوان حسابرس داخلی برای نمایندگی شرکت مخابراتی تلفنبائو و نورمالتسایت در مولهایم کار می‌کرد. پدربزرگ مادری‌اش نیز نماینده فروش ماشین‌تحریرهای تریومف-آدلر بود. هلگه همراه با دو خواهرش، مارلیزه و کرستن، در محله هایسنِ مولهایم بزرگ شد. استعداد موسیقایی او از همان کودکی آشکار بود: در شش‌سالگی نواختن پیانو و در دوازده‌سالگی نوازندگی ویولنسل را آغاز کرد. او در ابتدا دانش‌آموز خوبی بود، اما خیلی زود علاقه‌اش را به مدرسه از دست داد: در کلاس نهم مردود شد، در سال ۱۹۷۱ ترک تحصیل کرد و شروع به شاگردی در رشته طراحی ساختمان کرد. هلگه بعدها دلیل افت تحصیلی‌اش را مصرف مواد مخدر در آن دوران دانست؛ عادتی که به گفته خودش بر تمام سال‌های جوانی‌اش سایه انداخته بود.
در سال ۱۹۷۲، هلگه پس از قبولی در آزمون ویژه استعدادهای درخشان، تحصیل در رشته پیانو را در کنسرواتوار دویسبورگ آغاز کرد، اما این دوره را نیز پس از دو ترم نیمه‌تمام رها کرد. علاقه اصلی او موسیقی جاز بود – مثلاً در جَمزِشِن‌ها (اجراهای بداهه) با جورج مِیکاک همراهی می‌کرد. برای تأمین مخارج زندگی، مشاغل گوناگونی را تجربه کرد: از جمله باغبان فضای سبز، دکوراتور، نگهبان باغ‌وحش، رفتگر خیابان و روکش‌کار مبل. اوقات فراغت خود را اغلب در کافه‌ای ایستاده متعلق به برند «اِدوشو» می‌گذراند؛ در آن‌جا مردم را تماشا می‌کرد و حرکات، حالات و طرز صحبت‌ کردن‌شان را به‌خاطر می‌سپرد. او به‌ویژه مردان مسنی را تحسین می‌کرد که با وجود ضعف‌ها و کمبودهایشان، همیشه با اعتمادبه‌نفس ظاهر می‌شدند. این «پیرمردها» یا همان «اوپاها»، برای اشنایدر تبدیل به الگو شدند و خودش این دوره را «تحصیل در دانشگاه ادوشو» می‌نامید؛ دوره‌ای که بعدها آن را در شکل‌گیری مسیر هنری‌اش بسیار تأثیرگذار دانست.